# Parc régional des Grandes-Coulées
Ne doit pas être confondu avec Grand Coulee ou avec le barrage de Grand Coulee.
Le parc régional des Grandes-Coulées est un parc régional du Québec inauguré en 2011 et situé dans les municipalités de Notre-Dame-de-Lourdes, Plessisville et Villeroy, ainsi que dans la ville de Plessisville, dans la municipalité régionale de comté (MRC) de L'Érable, dans la région administrative du Centre-du-Québec, au Québec, au Canada. Il est d'une superficie de 30,97 km2, dont la « Forêt ancienne » couvrant 9,3 km2 et la « Grande tourbière de Villeroy » occupant 6,2 km2.
La raison d'être du parc est de se positionner comme un lieu de pratique d'activités récréatives de plein air et de rendre son territoire accessible et attractif pour la population de la MRC de l'Érable, mais aussi pour les visiteurs.

## Géographie

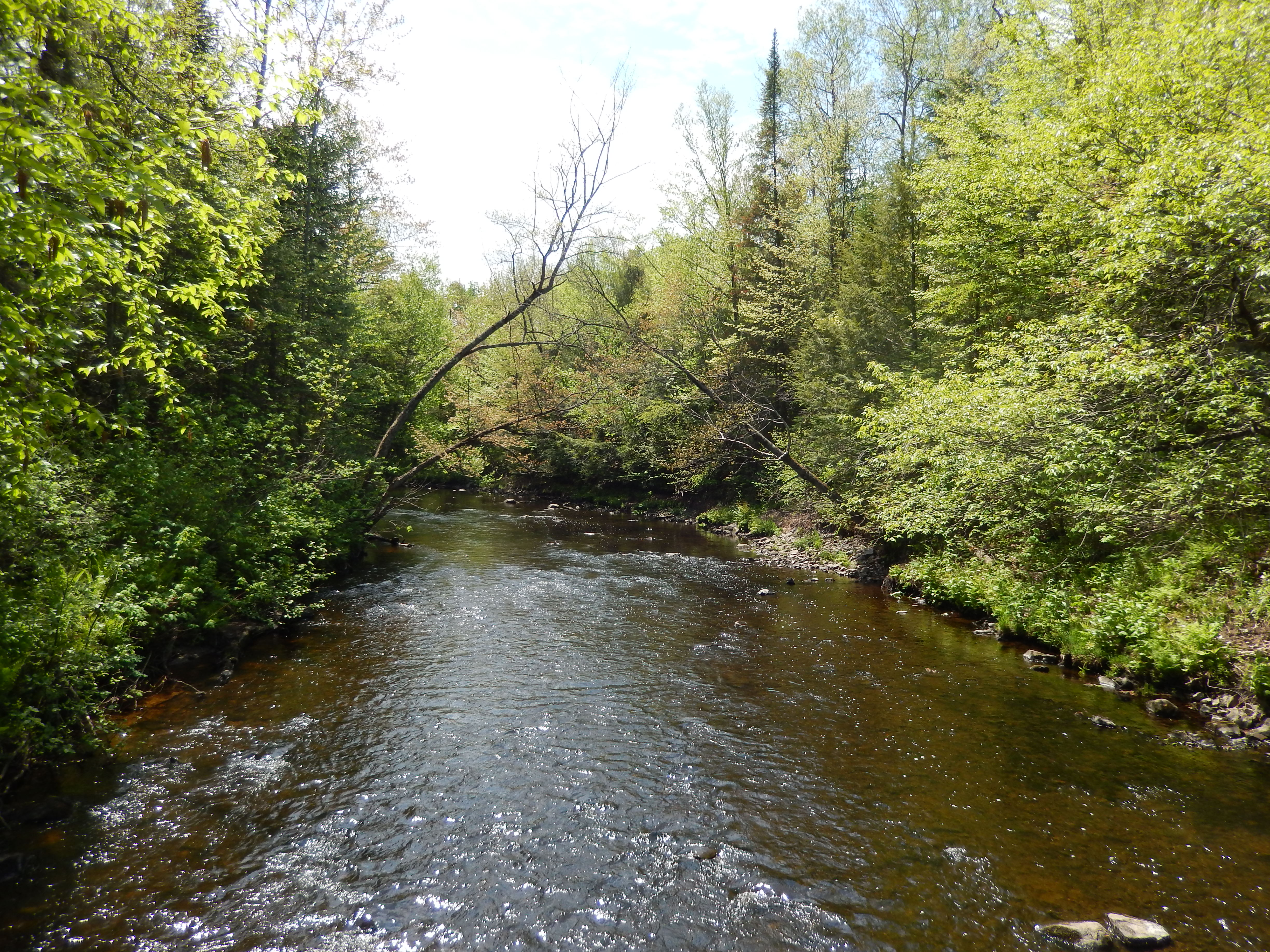
Une autre vue de la rivière Noire dans le parc.

### Administration
Le parc est divisé en cinq parties, dont deux secteurs protégés, la Forêt ancienne et la Grande tourbière. La Forêt sauvage et la Plaine sont quant à eux situés à Villeroy et sont utilisées pour l'observation de la nature et la motoneige. La surface totale occupée par les deux secteurs principaux, qui ne sont pas reliés, totalise 30,97 km2, dont 20,67 km2 sont occupés par la tourbière et le reste par la forêt. La cinquième partie du parc est l'office de tourisme de Plessisville, le Carrefour de l'Érable, qui sert aussi de centre d'information pour ce dernier depuis 2012.

### Installations
On peut retrouver plusieurs sentiers aménagés dans chacun des secteurs, le plus grand comportant 10 km de sentiers et le second en comportant 3 km, dont 1,2 km de pavé en bois. Il y a aussi des installations d'hébergement, comme des refuges, et des installations sanitaires. Des structures d'hébertisme y ont aussi été implantées, comme des jeux de cordes, en plus d'une aire de restauration. Plusieurs panneaux d'informations sur le parc sont présents.

## Histoire

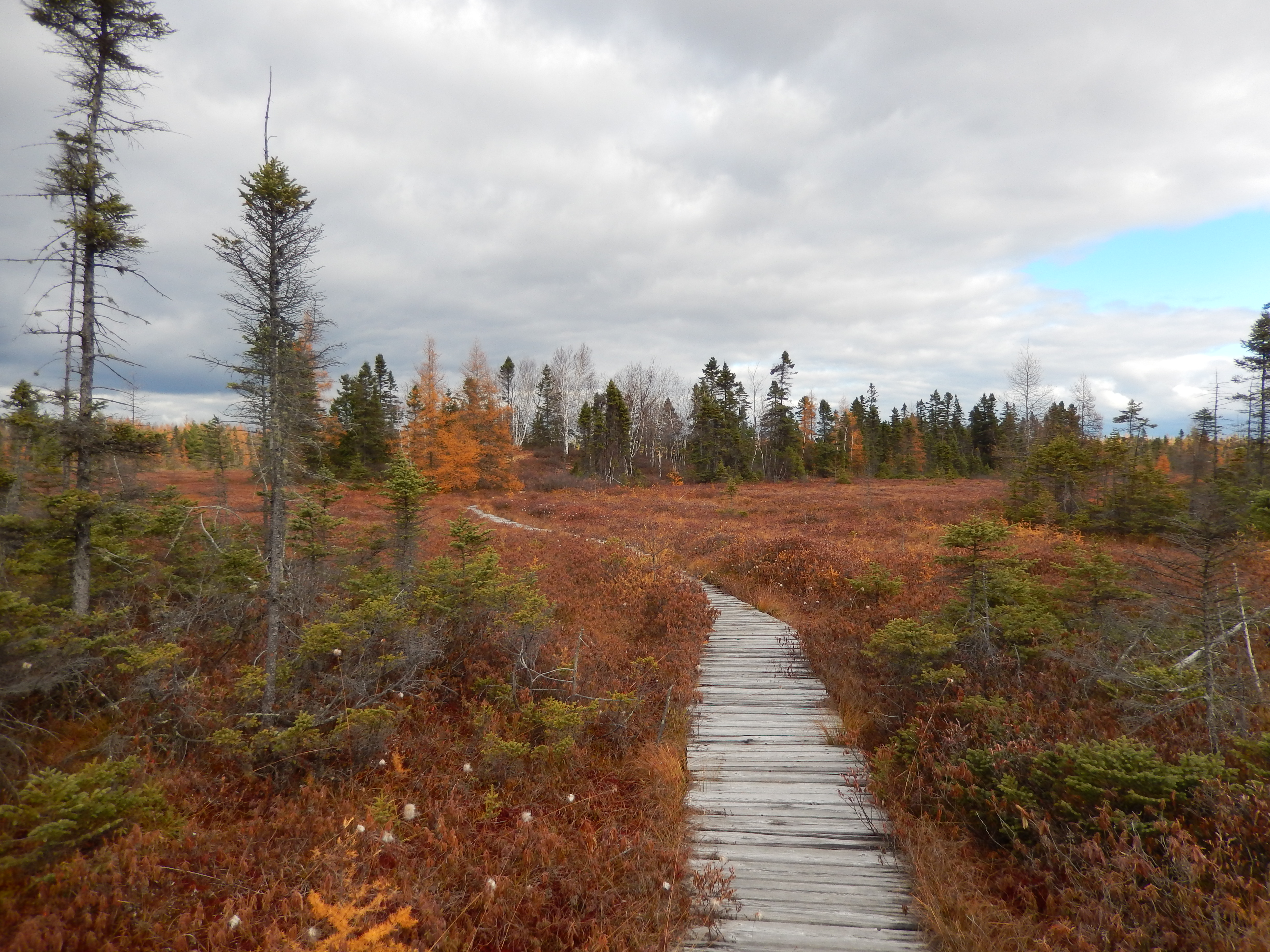
Le secteur de la Grande tourbière, à Villeroy.

Logotype du parc.

À la suite d'une demande de la MRC en 2010, le parc régional des Grandes-Coulées a été officiellement reconnu par le ministère des Affaires municipales et du Logement (MAMH). Le parc a été inauguré en novembre 2011 par la MRC de l'Érable dans le but de développer le tourisme dans sa région. Le projet constituait au début un regroupement de cinq différents pôles d'activités situés à Villeroy et Plessisville, passant par quelques autres villages. Ces dernières sont la « Forêt ancienne », la « Grande tourbière », la « Forêt sauvage », la « Plaine » et le « Carrefour de l'Érable ». En 2018, le coordonnateur de la MRC de l'Érable, Steve Garneau, a fait savoir qu'il voulait investir 200 000 $ CAD dans les années à venir sur le réaménagement du parc.

## Patrimoine naturel
Le parc a pour but de protéger les diverses espèces animales et végétales qui se trouvent sur son territoire.

### Faune
Le secteur de la Grande tourbière abrite plusieurs espèces animales comme la Maubèche des champs et plusieurs types de papillons comme l'hépiale du saule (Sthenopis thule). Des espèces potentiellement présentes comprennent la Grue du Canada et le Hibou des marais.

### Flore
On peut y retrouver la sarracénie et le droséra à feuilles rondes, deux espèces de plantes carnivores. C'est aussi l'endroit où se trouve le plus de fougères de Virginie (tWoodwardia virginica) à l'est du Québec.

## Activités sportives
Des activités sportives qui y sont praticables et permises incluent la pêche, le canicross, le cani-VTT, la randonnée en raquettes, la randonnée pédestre, la course et le vélo. De l'équipement sportif est aussi disponible en location. L'hiver, le parc est aussi utilisé pour la motoneige,.

## Fréquentation
Le parc ouvre du lever jusqu'au coucher du soleil. Le secteur de la Forêt ancienne ouvre à l'année, tandis que celui de la Grande tourbière ouvre du 1er mai au 30 octobre. L'entrée est gratuite,.